# Pustynia Strzeleckiego

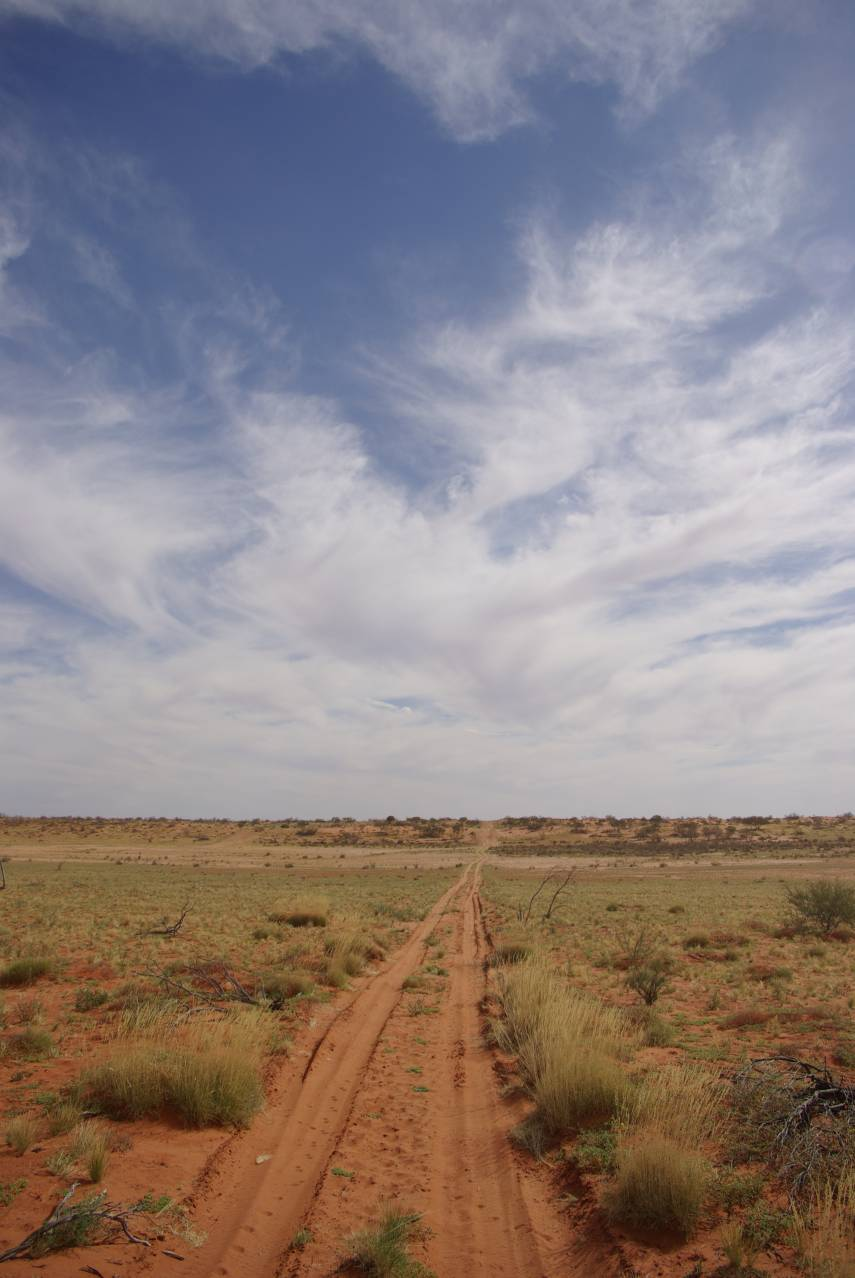
Szlak przez Pustynię Strzeleckiego.

Pustynia Strzeleckiego (ang. Strzelecki Desert) – pustynia w południowej Australii, we wschodniej części stanu Australia Południowa. 
Pustynia obejmuje obszar położony na południowy wschód od kotliny jeziora Eyre, na północ od Gór Flindersa i na południe od Cooper Creek. Tworzą ją głównie piaszczyste wydmy. Rzeka epizodyczna Strzelecki Creek dzieli ją na dwie części. Znajdują się tu trzy jeziora okresowe: Hope, Callabonna i Frome. 
Nazwa pochodzi od polskiego podróżnika, jednego z pierwszych badaczy Australii, Pawła Edmunda Strzeleckiego (1797–1873).